# ニューヨーク植民地

ニューヨーク植民地
Province of New York (英語)

ニューヨーク植民地の地図

ニューヨーク植民地（ニューヨークしょくみんち、英語: Province of New York）は、17世紀中頃に、イギリスがオランダ領ニューネーデルラント植民地を占領した結果として始まった植民地である。その領域は現在のニューヨーク州大半とニュージャージー州、デラウェア州およびバーモント州を含んでおり、またコネチカット州、マサチューセッツ州およびメイン州の内陸部が含まれていた。
この植民地はオランダから勝ち取った1664年にイングランド王チャールズ2世の弟、ヨーク公ジェームズに因んで名付けられた。ニューヨーク植民地議会は1776年にそれ自体がニューヨーク邦政府であると宣言して、実質的にイギリスから分離し、翌年ニューヨーク憲法を批准した。アメリカ独立戦争中、イギリスが北アメリカにおける活動の軍事と政治の基地としてニューヨーク市を占領する間、イギリスの総督が事実上統治したが、元植民地の残り大半はパトリオットの手にあった。ニューヨークの如何なる部分においてもイギリスの権益は1783年のパリ条約で終わった。

## 地理
このイギリス領植民地は元オランダ領ニューネーデルラント植民地内に設立された。

### 郡
ニューヨーク植民地は1683年11月1日に12の郡に分けられた。
- オールバニ郡、現在はニューヨーク州北部と西部の地域全部、現在バーモント州となっている地域を含み後に論争があった。固定された西の境界が無かったこともあり、オールバニ郡は理論的に太平洋まで延ばすことが可能だった。この土地の大半は現在他の州に割譲されており、ニューヨーク州内の土地大半は新しい郡に分割されてきた。
- コーンウォール郡、現在はメイン州となった地域、1692年にマサチューセッツ植民地に割譲された。
- デュークス郡、ロングアイランドの東にあるエリザベス島、マーサズ・ビニヤードおよびナンタケット島、1691年にマサチューセッツ植民地に割譲された。
- ダッチェス郡、現在のダッチェスとパットナム各郡
- キングス郡、現在のキングス郡、ブルックリン区
- ニューヨーク郡、現在のニューヨーク郡、マンハッタン
- オレンジ郡、現在のオレンジとロックランド各郡
- クィーンズ郡、現在のクイーンズ区とナッソー郡
- リッチモンド郡、現在のリッチモンド郡、スタテン島
- サフォーク郡、現在のサフォーク郡
- アルスター郡、現在のアルスターとサリバン各郡およびデラウェアとグリーン各郡の一部
- ウェストチェスター郡、現在のブロンクス区とウェストチェスター郡

1772年3月12日設立の2郡
- トライアン郡はオールバニ郡から作られた。1784年にモンゴメリー郡に改名。
- シャーロット郡はオールバニ郡から作られた。1874年にワシントン郡に改名。

## 歴史

### 領主政府（1664年-1685年）
1665年3月、ヨーク公ジェームズはニューネーデルラント植民地と現在のメイン州を含む王領植民地の特許を得た。この特許状には現在のマサチューセッツ州の一部も含まれていたが、マサチューセッツの特許状と矛盾していた。特許状では伝統的領主権を認め、その権限にほとんど制限を課していなかった。一般的には、所有権、支配権および統治権を与える土地の譲渡証書に等しく、その統治はイギリスの法律に一致しなければならないという制限があるだけだった。ヨーク公がこの植民地を訪れることは一度もなく、その支配にほとんど口を挟まなかった。自分で指名した知事、議会および他の役人を通じてその政府を管理するやり方を選んだ。選出された議会に関する規定は無かった。
ニューネーデルラント植民地は1664年8月27日にオランダから奪った。この占領は1667年7月のブレダ条約で確認された。
1665年、ニュージャージーがニューヨークから分かれ別の植民地になったが、その境界は1765年まで確定されなかった。1667年、コネチカットの西半分がニューヨークから分離され、コネチカットに統合された。
1673年7月、オランダ艦隊がニューヨークを奪還し、1674年2月のウェストミンスター条約でスリナムとの交換でイギリスに戻された。1674年7月にヨーク公は2回目の特許状を得てその権利を完全なものにした。
初代総督リチャード・ニコルスはいわゆる「デューク法」を書いたことで知られ、これがニューヨーク植民地で最初に編纂されたイギリス法となった。イギリスは、ニューロシェルの設立者を含め不満を抱くキリスト教宗派の者達を迎え入れるというオランダの政策を継承した。デューク法では無宗派の国教会を作り上げていた。アンドロス知事は1674年に「どんな宗教であれあらゆる人々が貴方の権限範囲内で静謐に暮らすことを認める」と言った。イギリスはオランダに代わり、「盟約の鎖」と呼ぶ協定でヌーベルフランスに対するイロコイ連邦との同盟を結んだ。
1683年10月に植民地議会が創設された。ニューヨークはイギリス植民地の中で議会を作ったことでは最後のものとなった。この議会で1683年10月30日にニューヨーク憲法を成立させ、この種のものとしては植民地の中で最初になった。この憲法では、ニューヨーク住民に代表なき課税からの保護を含み、他の植民地人集団よりも多くの権利を与えた。1683年11月1日、政府が再編され、植民地は12の郡に分けられ、そのそれぞれが町に小分割された。これら郡のうち10郡は現在も存在し、2郡（コーンウォール郡とデュークス郡）はスターリング伯からヨーク公が購入した領域内にあり、現在はニューヨーク州内になく、条約によってデュークス郡は1686年に、コーンウォール郡は1692年にマサチューセッツ湾植民地に渡された。郡の数は62まで増やされ、ニューイングランドの場合と類似して、ニューヨーク州の町は郡の中の小区分であるというやり方が踏襲されている。
1683年の議会立法でキリスト教徒であることを明言した植民地内の当時の外国出身の者全てを帰化させた。移民を奨励するためにキリスト教徒であることを明言する外国人は、その到着後に、要求される忠誠を誓えば帰化されるものとした。

### 王領植民地（1685年-1776年）
ニューヨークは1685年2月にヨーク公がイングランド王ジェームズ2世となった時に王冠植民地となった。ジェームズ2世はニューヨーク憲法を承認せず、1685年10月にその無効を宣言した。勅許議会は1685年以降開かれなかった。
1688年5月、この植民地はニューイングランド王領の一部となった。1689年4月、ジェームズ2世が名誉革命で廃位されたという報せが入ったとき、ボストン住民はその政府を廃止し総督を投獄した。ニューヨーク植民地は後にライスラーの反乱と呼ばれる反乱を5月に起こした。フランスとのウィリアム王戦争が始まり、フランスがスケネクタディを攻撃した。7月、ニューヨークはモントリオールとケベック対する攻撃に参加したが失敗した。新しい知事ヘンリー・スローターが1691年3月に到着した。スローターはジェイコブ・レスラーを逮捕させ、裁判に掛けて処刑した。
ニューヨークの勅許と憲法は1691年に復活し、ニューヨーク州の創設まで植民地憲法であり続けた。
1690年代、ニューヨーク市は植民地の中でも最大の奴隷輸入港となり、また海賊に物資を供給する港となった。
1702年から1713年のフランスとのアン女王戦争の時、ニューヨーク植民地は軍事的作戦にほとんど関わらなかったが、イギリス艦隊への物資供給者として恩恵を受けた。ニューヨーク民兵隊は1709年と1711年にケベック攻撃に参加したがどちらも失敗した。
パラタイン・ドイツ人移民の最初の波が1710年に訪れた。当初それら移民は船舶用資材の生産にあてられた。
最初の新聞は1725年に始められた。
1712年と1741年にニューヨーク市で2つの著名な奴隷反乱が起こった。1720年代から1740年代は多くの奴隷が輸入された。

### ジョージ王戦争
イギリス領植民地としてニューヨークはジョージ王戦争でフランスと戦った。議会はこの戦争の戦費を管制するものと決められほとんど支援は無かった。ルイブールに対する遠征軍を立ち上げるためにニューヨークにも要求があったが、議会は軍隊起ち上げを拒否し、形だけの3,000ポンドを用意した。議会は、戦争がケベックとの貿易を妨害し、税金が高くなるために戦争遂行に反対した。1745年フランスはニューヨークのサラトガ開拓地を破壊し、100人以上の人々を殺害または捕虜にした。この攻撃の後で、議会は譲歩するようになり、1,600名の部隊を起ち上げ、4万ポンドを用意した。ニューヨークは植民地内に常に4個中隊を駐屯させたことでは、大陸の植民地の中でも特異な存在だった。その部隊はほとんど使われず、1763年には解体された。

### フレンチ・インディアン戦争
1754年、オールバニでオールバニ議会が開かれ、イギリス領植民地との失敗した同盟計画について討議された。
ニューヨーク北部はフレンチ・インディアン戦争の戦場となり、イギリス軍とフランス軍はそれぞれの同盟先住民族と共にシャンプレーン湖の支配を巡って争った。ウィリアム・ジョンソン卿や他の代理人がイロコイ族の参加をもたらした。
1757年春にニューヨーク市で最大の強制徴募が起こった。3,000名のイギリス軍が町を封鎖し、酒場や他の水夫が集まる場所で見つけた800名近くを徴募した。ニューヨーク市は私掠船の中心だった。1756年には40隻のニューヨーク船が私掠船として就役し、1757年春にニューヨーク市にもたらされたフランスからの略奪品は20万ポンドにもなると推計された。1759年までに、海上からフランス船の姿が消え、私掠船は敵との貿易に転用された。戦争の終結でニューヨークでは厳しい不況が起こった。
ウィリアム・ジョンソン卿はポンティアック戦争の休戦交渉を行い、インディアンをイギリス人の更なる進出から守るために1763年宣言とスタンウィックス砦条約が作られた。

### 政党
1700年代の中頃、ニューヨークの政治では2つの大きな一家、すなわちリビングストン家とデランシー家の競争が繰り広げられた。どちらの家もかなりの資産を蓄積していた。ニューヨーク議会議員の何人かはその地元に住むよりもニューヨーク市に住んでいたので、ニューヨーク市はニューヨーク政界に過剰な影響力を持っていた。1752年の選挙でデランシー家の親戚や親しい友人が議会の定数27のうち12議席を占めた。しかし1761年の選挙ではデランシー家が議会の支配力を失った。カドワラダー・コールデン知事は大きな一家に対抗するために大衆政党を組織しようとしたが、それで2つの一家の市内特権階級から憎しみをかった。リビングストン家はジェイムズ・デランシーとその党派の影響力を制御する手段として王室との絆を頼みにした。デランシー家の王室との絆と見なされるものは個人的な利点のための道具になるはずだった。

### 印紙法
イギリスの議会は1765年に印紙法を成立させ、植民地から金を取ろうとした。ニューヨークは既に1756年から1760年まで独自の印紙法を成立させフレンチ・インディアン戦争の戦費を賄っていた。イギリスの1765年印紙法に対する過剰な反応は、地元での問題に関する反感の蓄積でのみ説明できる。ニューヨークはフレンチ・インディアン戦争終戦の影響で厳しい不況にあった。イギリスに対する貿易赤字、イギリスで信用取引を制限したための財政危機、および通貨流動性を備えるための紙幣の発行を妨げる通貨法によって、植民地ではかなり締め付けの厳しい金融政策の影響下にあった。
ニューヨークは発端から各植民地における抗議行動をリードした。ニューヨーク政界の両派も1765年印紙法に反対した。10月、ニューヨーク市の現在はフェデラル・ホールとなっている場所で、幾つかの植民地代表が集まり、対応を協議するための印紙法会議を開いた。ニューヨーク議会はアメリカ人が自ら課税する権利について、1765年12月11日にイギリス議会下院に請願を送った。その前の8月には、印紙税収税官に対する脅迫や殴打があちこちで報告されており、ニューヨークの印紙税収税長官は辞任に追い込まれた。
1765年印紙法は11月1日に発効となった。その前日にジェイムズ・デランシーはバーンズ酒場でニューヨーク市商人の集会を開き、1765年印紙法が撤廃されるまでイギリスからの輸入品を全てボイコットすることを決めた。1765年印紙法反対を指導する中道集団は、アイザック・シアーズ、ジョン・ラムおよびアレクサンダー・マクドーガルが主導する地元の「自由の息子達」だった。歴史家のゲーリー・Bナッシュは「11月1日から4日の全体恐怖」と呼ばれるものについて下記のように書いた。
歴史家のフレッド・アンダーソンはニューヨークにおける暴徒の行動をボストンのものと対比させた。ボストンでは当初の不穏な行動の後で、ロイヤル・ナイン（自由の息子達の前進）のような地元の指導者達が暴徒を制御することができた。しかし、ニューヨークでは「暴徒が大部分船員で構成されており、彼等の多くは地域社会との深い絆に欠けており、市内陸上の急進的指導者の権威に従う必要性をほとんど感じていなかった。」ニューヨークの自由の息子達は11月1日以降反対運動を制御しなかった。
11月1日、群衆はジョージ砦の指揮官トマス・ジェイムズの倉庫や家を破壊した。数日後に砦に保管されていた印紙が暴徒の手に渡った。ナッシュは「自由の息子達が水夫、下級職人および労働者を制御できたかどうかは疑わしい」とし、「彼等は低層の職人や同等の水夫が集まったときの恐ろしい力を恐れるようになった」と記した。
1766年1月7日、コネチカットに印紙を運んできた「ポーリー号」がニューヨーク港に繋留され、印紙は破棄された。1765年の暮れにかけて、印紙法妨害行動は大半がニューヨーク市に留まっていたが、1月になると自由の息子達がオールバニでも印紙の配布を止めた。
1766年5月、印紙法撤廃の報せが届くと、自由の息子達は自由の柱を立てて祝った。そこは大衆集会を糾合する場所となり、アメリカの側に付いているという表象にもなった。6月、イギリス軍正規兵2個連隊がニューヨーク市に到着し、上部兵舎に入った。この部隊が8月10日に自由の柱を切り倒した。2番目さらに3番目の柱が立てられ、その度に切り倒された。4番目の柱が立てられ、同様なことを避けるために鉄で覆われた。
1766年、ニューヨーク市北方の田園地帯で、リビングストン家の荘園を中心に小作人の暴動が拡がった。彼等は自由の息子達が支援してくれることを期待してニューヨーク市に行進した。しかし自由の息子達は道路を封鎖し、小作人の指導者は反逆罪で有罪とされた。

### 駐屯法
フレンチ・インディアン戦争の後半に、ロンドン（イギリス政府）は植民地後背地の警護と防衛のために20個連隊を維持する方針を承認した。これを実行するために制定されたのが駐屯法であり、植民地議会は軍隊のために兵舎と物資の供給を求められた。駐屯法はほとんど議論を呼ばず、ニューヨーク人は軍隊の駐屯について複雑な思いをしていた。議会は1761年以降毎年、兵舎と食料を提供してきた。1766年の小作人暴動は植民地で警察力が必要なことを示した。リビングストン家が支配するニューヨーク議会は1766年に駐屯法案を通し、ニューヨーク市とオールバニで兵舎と食料を提供したが、イギリスの駐屯法の大半を満たしたもののその全てを満たしたわけではなかった。ロンドンは植民地が完全に遂行しなかったために、植民地議会を停止し、ムーア知事は1768年2月6日に議会を解散した。翌月、ニューヨーク人は新しい議会議員を選ぶ選挙を行った。この選挙では自由の息子達の支持でデランシー家が議席を増やしたが、多数までは至らなかった。
この議会は1769年にも駐屯法の要求を満たさなかったことで一時的に停止された。

### タウンゼンド諸法
1768年、マサチューセッツ議会で採決された手紙がタウンゼンド諸法に対する反対のために、イギリスからの輸入品を普遍的にボイコットすることを要求した。10月、ニューヨーク市の商人達は、ボストンやフィラデルフィアの商人達も同意したその条件に同意した。12月、議会は植民地が自分達で課税を決める権利があるという決議案を通した。ムーア知事はその決議案がイギリス法に合致しないと宣言し、議会を解散した。デランシー家は再び自由の息子達の支持を得て、議会の多数を獲得した。
1769年春、ニューヨークは紙幣のボイコットとイギリス製品ボイコットの撤回で不況にあった。通貨法によってニューヨークはあらゆる紙幣を撤廃することを要求された。ロンドンは紙幣の追加発行を認めたが、付帯条件が不満なものだった。ニューヨークはイギリス製品をボイコットしていたが、ボストンやフィラデルフィアを含み他の植民地はそうではなかった。デランシー家は、紙幣の発行を認め、その半分はイギリス軍を養うために使われるという法案を通すことで妥協に達しようとした。アレクサンダー・マクドーガルは「自由の息子達」と署名した「ニューヨーク市とニューヨーク植民地の裏切られた住人に宛てて」と題するブロードサイド（広告文）を発行し、デランシー家がイギリスの課税権を認めることで大衆の自由を裏切ったと非難する優れた政治宣伝となった。自由の息子達はデランシー家からリビングストン家にその同盟先を乗り換えた。アレクサンダー・マクドーガルは名誉棄損で逮捕された。
ニューヨーク市における自由の息子達と軍隊の間の紛争は、1770年1月19日のゴールデンヒルの戦いという形で暴発し、この時イギリス軍が1767年に立てられていた4番目の自由の柱を切り倒した。
1770年7月、イギリス議会がタウンゼント諸法を撤廃し、ニューヨークで紙幣発行を認めるという報せが届き、ニューヨーク商人達はイギリスとの貿易を再開することを決めた。自由の息子達は貿易再開に強く反対した。商人達は自分達仲間で2度投票し、続いてニューヨーク市住民に戸別に投票を促し、全ての投票結果は圧倒的に貿易再開を支持した。これはおそらくアメリカ史の中でも最初の世論調査となった。

### 茶法
ニューヨークはタウンゼント諸法撤廃後平和だったが、その経済は依然として不況のままだった。1773年5月、イギリスの議会は茶法を成立させ、茶に掛かる関税を切り下げ、東インド会社が密貿易者よりも安く茶を植民地に売り込めるようにした。この法は主にニューヨークの商人と密貿易者の利益を損なった。自由の息子達は反対運動の組織者となり、1773年11月に「ニューヨークの自由の息子達協約」を出版し、茶法の支持に協力する者は誰でも「アメリカの自由の敵」であると訴えた。その結果ニューヨークの東インド会社代理人が辞任した。ニューヨーク議会は自由の息子達がとっている超法規的権限に関しては何の行動もとらなかった。ニューヨーク市の自由の息子達はボストンが如何なる茶の荷卸しも停止させる考えであることを知り、この方針に従うことを決議した。「協約」が期待したほど支持を得られなかったので、自由の息子達は、茶が揚陸されれば、市民達がそれを小売り用に配分されることを要求するのではないかと恐れた。
12月、ボストン茶会事件の報せで反対運動が強くなった。1774年4月、「ナンシー号」が修繕のためにニューヨーク港に入った。その船長は茶が18箱載せられていると認め、その茶を揚陸させるつもりはないと同意したが、自由の息子達がお構いなしに船に乗り込み茶を破壊した。

### 耐え難き諸法
1774年1月、議会は耐え難き諸法について他の植民地と対話を行うために通信委員会を創設した。
1774年5月、ボストン港法によってボストン港が閉じられたという報せが入った。自由の息子達はイギリスとの貿易ボイコットを再開しようとしていたが、大きな輸入業者からは強い抵抗があった。5月にニューヨーク市で集会があり、通信委員会の委員選出が話し合われた。50人委員会が形成され、これは中道者が支配的で、自由の息子達は15人を得ただけだった。アイザック・ローが議長になった。フランシス・ルイスが追加されて51人委員会になった。この委員会は、ボストンが「アメリカの権利を守るために苦しんでいる」と述べ、また大陸会議を形成する提案を行う決議案を採択した。7月、委員会はそのメンバーの中から5人を選び、大陸会議に送る代表とした。9月に開催された第一次大陸会議には他の郡部の幾つかからも代議員が送られた。ニューヨークの代議員はこの大陸会議で同盟規約の採択を止められなかった。この規約はニューヨークでは概して無視された。
1775年1月と2月、ニューヨーク議会は第一次大陸会議の審議事項を承認する一連の決議案を否決し、第二次大陸会議に代表を派遣することを拒否した。ニューヨークは第一次大陸会議の審議事項を承認しなかった唯一の植民地となった。大陸会議に対する反対は、植民地議会が不満の是正を求めるための適当な機関であるという意見を巻き込んだ。3月、議会は他の植民地とは訣別し、ロンドンに請願を送ったが、ロンドンは、「母国」が植民地人に課税する権限の欠如をうたっており、「それが受け入れ難い」として請願を拒否した。議会の会合は1775年4月3日が最終となった。

### 植民地議会
1775年4月、反乱者はニューヨーク議会の代わりにニューヨーク植民地議会を創設した。レキシントン・コンコードの戦いの報せは4月23日にニューヨークに届き、イギリスの議会が植民地に自己課税を認めるという噂があったので、この報せは市民を当惑させた。マリナス・ウィレットに率いられた自由の息子達は市役所の武器庫に押し入り、1,000挺の武器を奪った。武装した市民は志願兵軍団を形成し、アイザック・シアーズの家を事実上の政府と民兵作戦本部として市内を統治した。ニューヨーク実行委員会は4月24日に招集され、その意見は「我々は何をなす権限もないことを満場一致の意見とする」ということだった。ニューヨーク市のイギリス軍はその兵舎を決して離れなかった。
1775年10月19日、ウィリアム・トライアン知事はニューヨーク市を離れ、海上のイギリス軍艦船に移ることを強制され、大陸会議が植民地の安全を危険に曝す者は誰でも逮捕すると命令したときに、事実上のイギリスによる植民地支配は終わった。1776年4月、トライアンはニューヨーク議会を解散した。
第4期植民地議会は1776年7月9日に招集され、最初の憲法制定会議として知られるようになった。ニューヨークは1776年7月9日にアメリカ独立宣言を承認し、ニューヨーク邦の独立を宣言した。ニューヨーク市はボウリング・グリーンのジョージ3世像を破壊して独立を祝した。7月10日、第4期植民地議会はニューヨーク邦代議員会議に名前を変え、「執行権の無い議会として機能する」こととした。議会が閉会すると安全委員会に執行権を委ねた。ニューヨーク憲法は7月10日にホワイトプレーンズで招集された憲法制定会議で形作られ、繰り返し延期や開催場所の変更があった後で、1777年4月20日日曜日の夜、キングストンでその作業を終え、新憲法は1人の不満票のみで採択された。この憲法はジョン・ジェイが起草したが、住民に批准を求める手続は踏まなかった。知事は指名ではなく選挙で選ばれ、投票資格は減じられ、無記名投票が導入され、公民権が保証された。1777年7月30日、ジョージ・クリントンがキングストンで初代知事に就任した。1778年7月9日、ニューヨーク邦は連合規約に署名し、アメリカ合衆国の一員となった。
ニューヨークはアメリカ独立戦争の北部戦線に位置した。バンカーヒルの戦いの後で、1776年3月17日にイギリス軍がボストンから撤退し、ジョージ・ワシントン将軍は大陸軍をボストンからニューヨークに移動させたが、これはイギリス軍がそこに戻ってくると正しく予測した結果だった。ニューヨークは、独立戦争では最大の会戦であり、独立宣言が発せられた後では最初の戦いとなったロングアイランドの戦いの戦場となった。イギリス軍はニューヨーク・ニュージャージー方面作戦の1776年9月にニューヨーク市を再占領し、ジェイムズ・ロバートソン指揮下で戒厳令を布いた。ただし、その実質的な権限はマンハッタンの最南端以遠には及ばなかった（当時のニューヨーク市域）。トライアンが知事職に復帰したがほとんど実権は無かった。ニューヨークは再占領後、アメリカのイギリス軍本部となり、北アメリカにおけるイギリス活動の政治的中心となった。イギリス軍は広場にあった自由の柱を切り倒した。ロイヤリストの避難民が市内に流入し、市の人口は33,000人にもなった。ウォーラバウト湾の監獄船はイギリス軍に捕まえられたアメリカ兵や水夫の大部分を収容し、戦争中に戦闘で死んだ者を全て合わせたよりも多くのアメリカ人がここで死んだ。イギリス軍は1783年11月の解放の日までニューヨーク市を支配し続けた。解放の日はその後長く祝われることになった。

## 政治と政府
ニューヨーク知事は王室から指名された。知事はその実行委員会委員を選別し、これが上院の役目を果たした。知事と国王は議会の法案に対して拒否権を持った。しかし、法案に対する国王の不承認までには1年間を要したので、その間は法律が有効となった。ジョージ王戦争のとき、知事は議会に2つの主体性を認めた。すなわち、植民地の予算は5年毎ではなく毎年承認され、議会は予算割当ての目的を承認しなければならないとしたことだった。下院議員の選挙は当初知事が望むときにいつでも行われたが、最終的に7年に最低1回は行われるとする法が成立した。ニューヨーク市が政府所在地となり、ここで議会が招集された。
1692年から1694年、ニューヨーク知事はペンシルベニア知事も兼ねた。1698年から1701年、マサチューセッツ知事とニューハンプシャー知事も兼ねた。1702年から1738年、ニュージャージー知事を兼ねた。
1683年の議会代議員は、ロングアイランドから6人、ニューヨーク市から4人、キングストンから2人、オールバニから2人、スタテン島、スケネクタディ、マーサズ・ビニヤード、およびナンタケットから各1人、さらにメイン海岸のペムキドから1人、合計19人だった。定員は1737年に27人、1773年に31人に拡張された。
有権者は年齢、性および宗教にかかわる要求事項に加えて40ポンドの自由保有権を持つことが要求された。40ポンドの自由保有権はしばしば無視された。ユダヤ人は1737年から1747年まで選挙権が無かった。田舎の郡部では半分を少し超えるくらいの男性が投票できた。無記名投票は有権者の独立を保護するものではなかった。選挙は保安官の監督のもとで郡の町で行われ、時には突然の通知で有権者の多くが投票所に近づけない場合があった。候補者は通常投票所におり、はっきりとした勝者が自明であれば、挙手によって選挙された。

## 法曹界
イギリスの総督たちは、法学を修めていない上流階級の貴族たちであり、植民地人からの法的な要求によって不当に縛られていると感じていた。1680年代から1715年頃にかけ、彼ら総督は植民地における王室の支配を強化し、自身の権力に対する法的制約を弱めようと多大な努力をはらった。植民地の法律家・弁護士達はこの動きに対抗し、成功を収めた。こと1720年代から1730年代にかけてのボストン、フィラデルフィア、ニューヨークにおいて、法律家たちが発展させた手法として、この時代に新たに生まれた週刊の新聞や、安価なパンフレットを供給できる印刷所を用いて世論を動員する、というものがあった。彼らはこのような宣伝媒体を利用し、13植民地におけるイギリス国民の権利に関する考えを広めた。しかし、1750年代から1760年代に入ると、総督の側から法律家たちを「悪辣弁護士」（英: pettifoggers）と揶揄し、卑下するという反撃がおこなわれた。結果、彼らのイメージと影響力は低下した。
1747年、ニューヨークの弁護士たちは、総督代理キャドワラダー・コールデンからの攻撃からの自衛のため、アメリカ初の合法的組織であるニューヨーク法曹協会を結成した。この組織は印紙条令に対して主体的な動きを見せたものの、1768年にデランシーとリビングストン両家の派閥の間でおこった激しい政治闘争により、数年のうちに崩壊した。ニューヨーク植民地ではその後も弁護士のための効率的な組織を立ち上げるために様々な試みがなされたが、どれも失敗に終わっている。
アメリカ独立戦争は、王党派の有力弁護士たちを旧植民地から去らせることとなった。彼らの依頼人は王権、そしてイギリス人の商人や金融業者との結びつきがあった。彼ら弁護士は、新生の合衆国に忠誠を誓わない限り、国内での活動が許されなかった。敗戦後、王党派弁護士の多くはイギリスやカナダへと渡った。1869年になり、ようやく弁護士協会が設立に成功した。この協会はニューヨーク州弁護士会として現在も運営されている。

### 司法制度
ニューヨーク植民地最高法院（Supreme Court of Judicature of the Province of New York）は、ニューヨーク植民地議会によって1691年5月6日に設立された。司法管轄は王座裁判所と人民訴訟裁判所、財務裁判所に基づいていたが、大法官裁判所で扱われる衡平法による裁判は除外されていた。最高裁判所は1777年の連合規約においても存続され、1846年のニューヨーク州憲法改定の際にニューヨーク州最高裁判所となった。
最高裁判所判事
| 在職                               | 在任期間       | 在任期間      | 備考 |
| 在職                               | 就任           | 退任          | 備考 |
| ---------------------------------- | -------------- | ------------- | --- |
| ジョセフ・ダドリー                 | 1691年5月6日   | 1692年        | 総督によって罷免                                                                                              |
| ウィリアム・「タンジール」・スミス | 1692年11月11日 | 1701年1月21日 | |
| エイブラハム・デ・ペイスター       | 1701年1月21日  | 1701年8月5日  | |
| ウィリアム・アトウッド             | 1701年8月5日   | 1702年11月    | 総督によって罷免                                                                                              |
| ウィリアム・「タンジール」・スミス | 1702年6月9日   | 1703年4月5日  | |
| ジョン・ブリッジズ                 | 1703年4月5日   | 1704年        | 1704年6月6日死去                                                                                              |
| ロジャー・モンペッソン             | 1704年7月15日  | 1715年        | 1715年5月死去 ニュージャージ最高裁判所長官（1704年-1710年）及びペンシルバニア最高裁判所長官（1706年）も務める |
| ルイス・モリス                     | 1715年3月15日  | 1733年        | 総督により罷免                                                                                                |
| ジェームス・デランシー             | 1733年         | 1760年        | 1760年7月30日死去                                                                                             |
| ベンジャミン・プラット             | 1761年10月     | 1763年?       | 1763年1月5日死去                                                                                              |
| ダニエル・ホーマンスデン           | 1763年3月      | 1776年        | 1778年9月28日死去                                                                                             |

## 人口動態
ヨーロッパ人が到来する前の少なくとも500年間、ニューヨーク北部は（現在のオンタリオ、ケベック、ペンシルベニアおよびオハイオの一部と同様に）イロコイ連邦のファイブ・ネーション（タスカローラ族が加わった1720年以降はシックス・ネーション）が支配していた。1644年には、18の異なる言語を話すキリスト教の諸派と異民族が居住していると考えられていた多民族社会であった。ヨーク公はこの状況を踏まえて、オランダ領時代の大農園所有を継続して認め、宗教的寛容も維持した。入植者の不足を補うべく、オランダ領西インド会社が黒人奴隷を輸入していたため、英領になった時点でニューヨーク全体の人口の1割、700人が黒人であった。
- 1664年、ニューヨーク市人口の4分の1は黒人だった。
- 1690年、植民地人口は20,000人であり、そのうち6,000人はニューヨーク市にいた。
- 1698年、植民地人口は18,607人であり、ニューヨーク市人口の14%は黒人だった。
- 奴隷人口はアン女王戦争の後で増加した。1731年と1746年のニューヨーク市人口に占める黒人の比率はそれぞれ18%と21%だった。
- 1756年、植民地人口は約100万人であり、そのうち14,000人が黒人だった。当時のニューヨークの黒人は大半が奴隷だった。

| 年   | 人口    |
| ---- | ------- |
| 1664 | 10,000  |
| 1688 | 20,000  |
| 1698 | 18,067  |
| 1715 | 31,000  |
| 1723 | 40,564  |
| 1731 | 50,289  |
| 1749 | 73,448  |
| 1756 | 96,775  |
| 1774 | 182,251 |

## 経済
ニューヨーク植民地の初期経済は主にビーバーの生皮のような毛皮貿易だった。ニューヨークの商業港としての重要性が増加し、ロングアイランドの農業地帯やハドソン川上流地域が発展し、経済が発展して多様化した。